# Thomas Nast

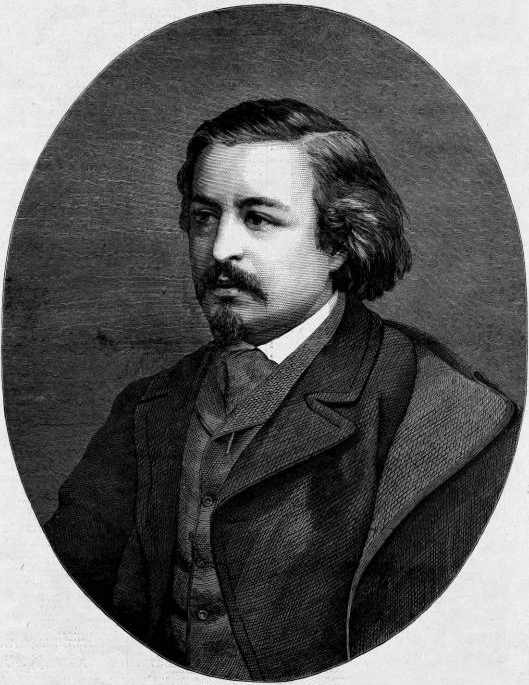
Porträt aus Harper’s Weekly, 1867

Thomas Nast (* 27. September 1840 in Landau in der Pfalz, Königreich Bayern; † 7. Dezember 1902 in Guayaquil, Ecuador) war ein deutschamerikanischer Karikaturist. Er wird als Vater des politischen amerikanischen Cartoons angesehen. Seine bekanntesten Werke sind das noch heute weltbekannte Aussehen des Santa Claus, Uncle Sam und das Dollarzeichen.

## Jugend

Nasts erstes Interview mit Frank Leslie

Nast wurde in einer Kaserne in Landau in der Pfalz geboren, er war der Sohn eines Musikers in der Kapelle des 9. bayrischen Infanterie-Regiments. Seine Mutter, Appolinia Abriss, wanderte mit ihm und seiner Schwester 1846 nach New York City aus, um den ärmlichen Verhältnissen in der Heimat zu entfliehen. Sein Vater kam vier Jahre später nach, um seiner Einberufung zu entgehen.
Thomas Nast hatte große Schwierigkeiten mit der Eingewöhnung. Zum Nicht-Beherrschen der englischen Sprache gesellte sich als Folge, dass er die Schule nicht mochte. Dies setzte sich über viele Jahre hindurch fort. Ein Nachbar war Kerzenmacher und stellte auch Wachsmalkreide her. Er gab Thomas ausgemusterte Malkreide, und dieser beschäftigte sich stundenlang mit Malen. Der Lehrer überzeugte die Eltern davon, den 12-jährigen Thomas aus der Schule zu nehmen und in eine Malschule zu schicken, die er auch lange besuchte. Es war äußerst schwierig, für Thomas eine Stelle zu finden, da er weder richtig schreiben noch lesen konnte. Hinzu kam, dass er klein und dick und deshalb für körperliche Arbeit ungeeignet war. Seine einzige Fähigkeit war, dass er zeichnen konnte, was er sah. Er hatte etwa ein halbes Jahr lang Zeichenunterricht bei Theodore Kaufmann. Anschließend kopierte er Bilder in der Thomas Jefferson Bryan Gallery of Christian Art in New York.
Er nahm all seinen Mut zusammen und ging in die Geschäftsräume von Frank Leslie’s Illustrated Newspaper und fragte nach einem Job als Illustrator. Als er abgelehnt wurde, war er nicht enttäuscht. Er war entschlossen, einen Job zu erhalten und so wurde er hartnäckig. Eines Tages gelang es ihm, am Empfang vorbeizukommen, geradewegs zu Frank Leslie. Dieser hielt Nasts Ansinnen für aussichtslos, beauftragte ihn aber dennoch, die Fähre in Manhattan zu zeichnen, während Massen von Menschen im Berufsverkehr an Bord gingen. Am nächsten Morgen erschien Nast mit seiner Zeichnung, und Frank Leslie war so beeindruckt, dass er Nast sofort anstellte.
Von 1855 bis 1858 arbeitete Thomas Nast für Frank Leslie’s Illustrated Newspaper und lernte hier alles über die Kunst des Holzschnitts. Frank Leslie hatte die revolutionäre Idee entwickelt, große Holzschnitte durch viele kleinere auszutauschen, die dann zum Schluss durch einen Master Engraver wieder zusammengefügt wurden. Damit konnte man sehr viel Zeit einsparen, und eine Arbeit, die sonst einen Monat gedauert hätte, konnte an einem Tag erledigt werden. 1858 geriet Leslie’s in eine finanzielle Notlage und musste mehrere Mitarbeiter entlassen – Nast eingeschlossen. Für ein Jahr fand er Arbeit in einem Kunststudio.
1859 wechselte er zur New York Illustrated News. Diese Zeitung schickte ihn 1860 nach England, um über die erste Boxweltmeisterschaft zwischen US-Champion John Heenan und dem englischen Meister Tom Sayers in Farnborough bei London zu berichten. Es wurde ein „Jahrhundertkampf“: In der 40. Runde stürmten die Zuschauer den Ring, und der Kampf wurde unentschieden abgebrochen. Über das Atlantik-Kabel konnte sein Bericht nach New York telegrafiert werden. Da er nun schon in Europa war, sollte er auch nach Italien reisen und über den Freiheitskämpfer Giuseppe Garibaldi berichten. Mit diesem zog er in Neapel ein. Seine Berichte wurden landesweit verbreitet.
Nach seiner Rückkehr heiratete er im Herbst 1861 Sarah „Sallie“ Edwards, eine Cousine von James Parton, mit dem er befreundet war und der Einfluss auf seine politischen Ansichten hatte. Mit Sarah hatte Nast fünf Kinder, Julia, Thomas, Jr., Edith, Mabel und Cyril. Sarah half ihm manchmal bei der Arbeit, wenn es darum ging, pointierte Überschriften zu seinen Karikaturen zu finden.

## Arbeit fürHarper’s Weekly

Kompromiss mit dem Süden

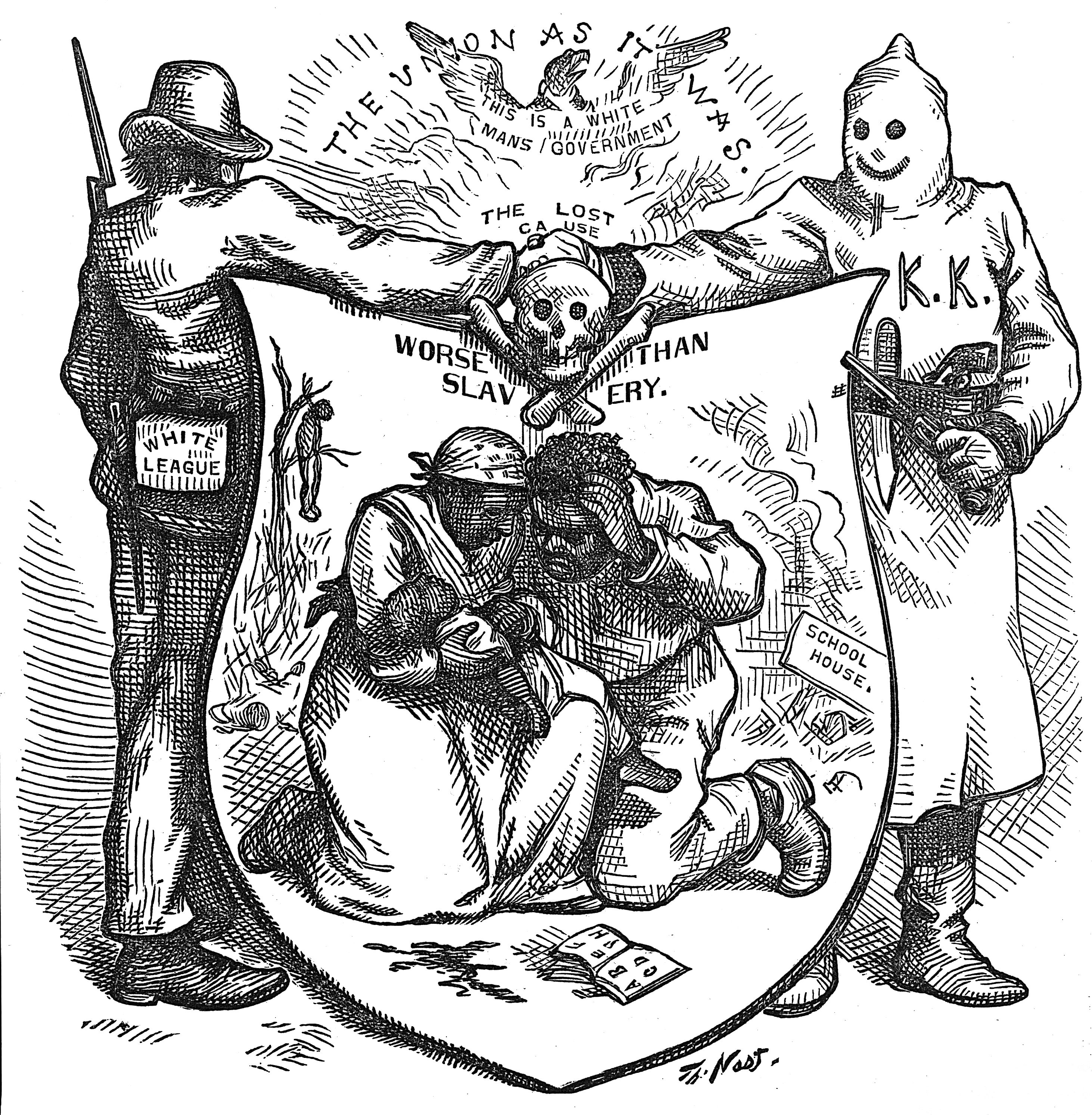
The Union as it was … This is a White Mans Government … the Lost cause … Worse than Slavery, 24. Oktober 1874

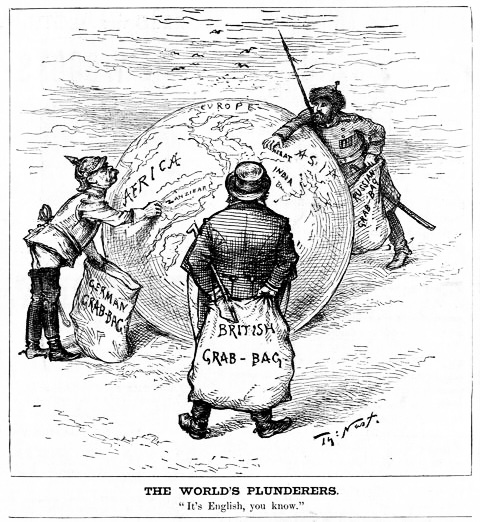
The world’s plunderers, 20. Juni 1885

Anfangs arbeitete er als freier Mitarbeiter bei Harper’s Weekly, populär simplifiziert Harpweek. Nast arbeitete zunächst als grafischer Kriegskorrespondent und besuchte im August die Schlachtfelder des Amerikanischen Bürgerkriegs. Seine Berichte wurden in der Wochenzeitung gedruckt und seine Zeichnungen in Holzschnitte umgewandelt, die oftmals über zwei Seiten reichten. Nasts Bildkampagnen, mit denen das Blatt während des Bürgerkriegs für die Sache der Union eintrat, wurden zu einem durchschlagenden Erfolg und die Auflage erhöhte sich drastisch.
Die trostlose militärische Lage stärkte den „Friedensflügel“ („Copperheads“) der Partei, angeführt vom Kongressabgeordneten Clement Vallandigham aus Ohio und Fernando Wood aus New York. Ihr Vorschlag für Waffenruhe und Verhandlungen mit den Konföderierten wurde von den Delegierten angenommen bei nur vier Gegenstimmen. Mit seiner Zeichnung des „Chicago Parteitag“ der Demokraten im August 1864 („Dedicated to the Chicago Convention“) wandte sich der 24-jährige Nast gegen diesen Beschluss. Er sah diesen als Betrug all dessen, wofür die Soldaten der Union kämpfen, sowie der Afroamerikaner. Links steht ein geschlagener und amputierter Soldat der Union, sein Gesicht vor Scham verborgen, der seine Hand dem triumphierenden Jefferson Davis, Präsident der Konföderierten, reicht. Davis steht mit einem Stiefel respektlos auf dem Grab eines anderen Soldaten, an dessen Grab die kniende Columbia weint und auf dessen Grabstein steht: Helden der Union in einem nutzlosen Krieg („Union Heroes in a Useless War“). Oben in der linken Ecke ist die amerikanische Flagge als Zeichen des Notstands umgekehrt aufgehängt. Nasts Botschaft ist klar: Wenn Verhandlungen mit den Konföderierten weiter verfolgt werden, dann haben die Soldaten der Union ihre Glieder und ihr Leben vergebens geopfert und die Afroamerikaner kehren zurück in die Sklaverei.
Seine erste ernsthafte Karikatur war der Cartoon „Peace in 1862“, der gegen diejenigen aus dem Norden gerichtet war, die gegen die Fortsetzung des Amerikanischen Bürgerkriegs protestierten. Dieser und ein weiterer Cartoon wurden während des Bürgerkriegs in Harper’s Weekly veröffentlicht. Nast war bekannt dafür, Schlachtfelder aus den sogenannten border states und den Südstaaten zu zeichnen. Diese erregten große Aufmerksamkeit, weshalb Nast von Präsident Abraham Lincoln als best recruiting sergeant (besten Rekrutierungsoffizier) bezeichnet wurde.
1867 schuf Nast 33 große Gemälde in Tempera (8 Fuß × 12 Fuß; entspricht 2,44 m × 3,66 m), die eine Allegorie auf die kürzliche Geschichte der Nation darstellten. Die Ausstellung wurde am 4. Dezember 1867 in New York eröffnet und wurde ab dem 30. März in Boston gezeigt. Die enormen Bilder wurden über die Bühne gerollt, begleitet von Klaviermusik und einem satirischen Kommentar, den ein Schauspieler vortrug. Sein Grand Caricaturama war ein Erfolg bei den Kritikern, aber ein finanzieller Reinfall.

## Nasts Kampagne gegen Tweed

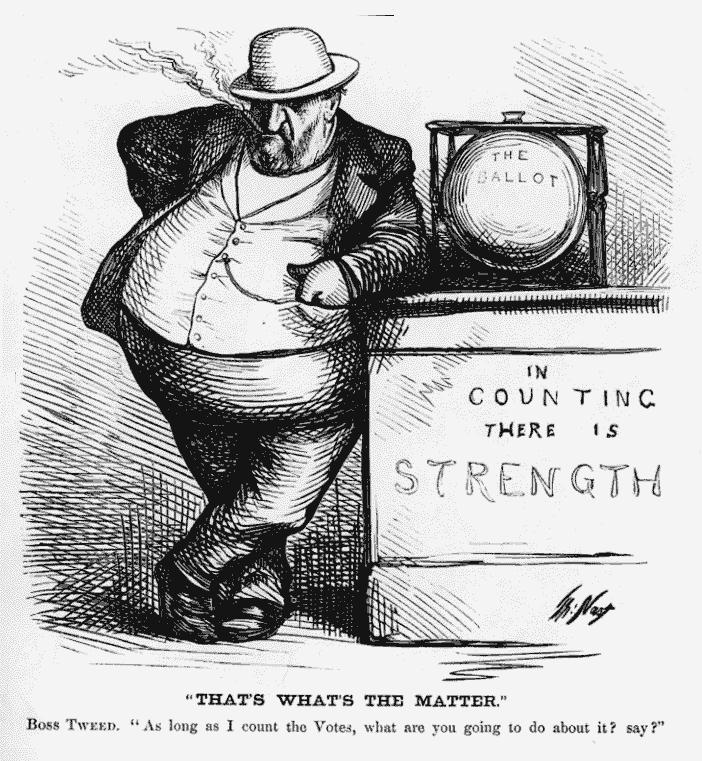
Karikatur zu William Tweeds Wahlfälschungen

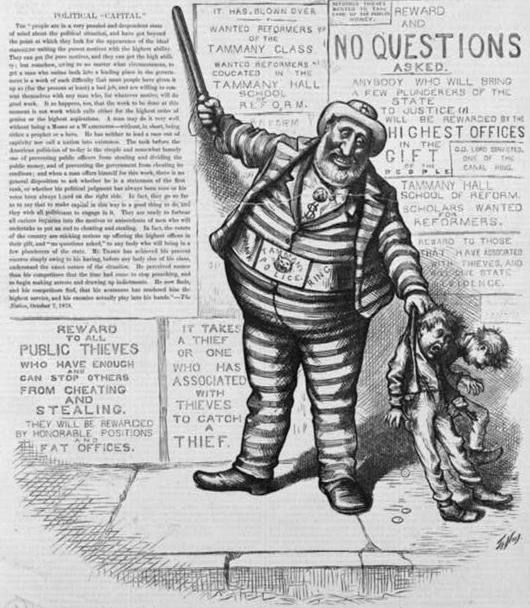
Die Karikatur, die Tweed bekanntgab, 1876

In New York hatte William Tweed es so weit gebracht, dass seine Leute bei jeder Stadtratswahl die Stimmen selbst auszählen konnten, und im September 1869 stand er dank eines gelenkten Stadtratbeschlusses dem Rechnungsprüfungsausschuss vor, der alle städtischen Ausgaben zu überwachen hatte. Neben Tweed saßen in dem vierköpfigen Gremium noch drei seiner Getreuen – die Stadtkasse war endgültig zur Plünderung freigegeben. Nasts Karikaturen über die Korruption der Tammany Hall und deren „Parteimaschine“ unter Tweed führten maßgeblich zur Absetzung und Verurteilung von Tweed. Nast beherrschte die Kunst, schwierige Sachverhalte leicht verständlich darzustellen. So soll Tweed einmal gesagt haben: „Es ist mir gleichgültig, was die Zeitungen über mich veröffentlichen, da meine Schäfchen ohnehin nicht lesen können. Aber sie verstehen diese Zeichnungen.“ Nast fuhr mit seiner Arbeit gegen Tweed trotz Morddrohungen und Bestechungsversuchen fort.
Es waren auch die Karikaturen von Nast, die als Grundlage für die Steckbriefe gegen Tweed genutzt wurden. Nachdem Tweed 1874 schließlich wegen Korruption verurteilt wurde und eine Kaution nicht zahlen konnte, floh er 1875 nach Kuba. Auf seiner weiteren Flucht in die galicische Hafenstadt Vigo in Spanien erkannten Beamte Tweed auf Grund der Karikaturen von Nast, verhafteten ihn und lieferten ihn 1876 an die USA aus.

Thomas Nast (wohlhabend)

Thomas Nast (1840–1902)

Nast lebte von 1872 bis 1902 in Morristown, New Jersey in der „Villa Fontana“. Um 1880 wurde Thomas Nast als wohlhabender Mann beschrieben. Sein Einkommen war nur wenig niedriger als das des Präsidenten der Vereinigten Staaten. Sein Grundbesitz in Harlem, New York wurde auf 90.000 $ geschätzt. Außerdem besaß er Staatsanleihen in Höhe von 60.000 $. Sein Haus in Morristown, New Jersey, wurde auf 100.000 $ geschätzt. Auf dem Höhepunkt seiner Karriere (Mitte der 1870er) zahlte ihm Harper’s Weekly ein Grundgehalt von 20.000 $ p. a. plus 150 $ für jeden Holzschnitt, den sie veröffentlichten. Ein großer Anteil an seinem Einkommen stammte aus seinen Vorlesungen. Er war einer der ersten, der bei seinen Vorlesungen zeichnete, indem er beim Sprechen schnell auf ein großes weißes Blatt zeichnete.
Nast illustrierte mehr als 70 Bücher, darunter eine frühe Kopie des Robinson Crusoe. 1871 begleitete er Mark Twain auf einer Reise nach Kanada. In seinen späteren Jahren tourte er, hielt Vorträge und malte Ölgemälde.
Nach dem Tod von Fletcher Harper am 29. Mai 1877 verfolgte der neue Herausgeber, George W. Curtis, eine mehr konservative Linie und hatte häufig Meinungsverschiedenheiten mit Nast über dessen Zeichnungen. In der Folge wurden weniger von Nasts Zeichnungen veröffentlicht und nie mehr auf dem Titelblatt. Dieser Kurswechsel des Herausgebers, verbunden mit dem neu erfundenen Reproduktionsprozess für Illustrationen, brachten es mit sich, dass Nasts letzte beiden Holzschnitte in der Weihnachtsausgabe 1886 von Harper’s Weekly erschienen.
Seine Beiträge in anderen Zeitschriften waren unregelmäßig – vielleicht aufgrund der Schmerzen in seinen Händen. Durch die Insolvenz des Bankhauses Grant & Ward verlor er 1884 seine Ersparnisse.
Um 1890 veröffentlichte er Thomas Nast’s Christmas Drawings for the Human Race. Später versuchte er, eine Zeitschrift zu gründen. Dies misslang jedoch und so sandte ihn Theodore Roosevelt 1902 als Generalkonsul nach Guayaquil, Ecuador in Südamerika. Während einer schweren Gelbfieberepidemie blieb Nast lange Zeit verschont und half bei zahlreichen diplomatischen Missionen und Geschäften, bis er sich schließlich selbst infizierte und 1902 im Alter von 62 Jahren starb.
Sein Leichnam wurde in die USA überführt und auf dem Woodlawn Cemetery in der Bronx bestattet.
Seine Nachkommen leben in Offenbach und Mannheim. Alljährlich findet in Landau in der Pfalz der Thomas-Nast-Nikolausmarkt statt.
Die während des Kalten Krieges bis Anfang der 1990er Jahre auf dem Landauer Ebenberg von den amerikanischen Streitkräften unterhaltene Raketenstation (zuerst Nike Hercules, später PATRIOT) verdankt ihm ebenfalls ihren Namen: Camp Thomas Nast.

## Sein Erbe
Nast schuf eine Vielzahl von Cartoons, meist in Holzschnitttechnik. Einige sind noch heute sehr bekannt. So schuf er die Symbolfigur Elefant für die Republikanische Partei der USA. Den Esel für die Demokratische Partei erfand er zwar nicht, aber er verwendete ihn ebenfalls und machte dadurch die beiden Parteisymbole populär. Er benutzte die Figur der Columbia als Symbol für Amerika sowie das Dollarzeichen, um die Geldbezogenheit einer Person oder Organisation zu unterstreichen. Außerdem trug er maßgeblich zur Bekanntheit der Figur Uncle Sam bei.

### Bild vom Weihnachtsmann
- Version 1:

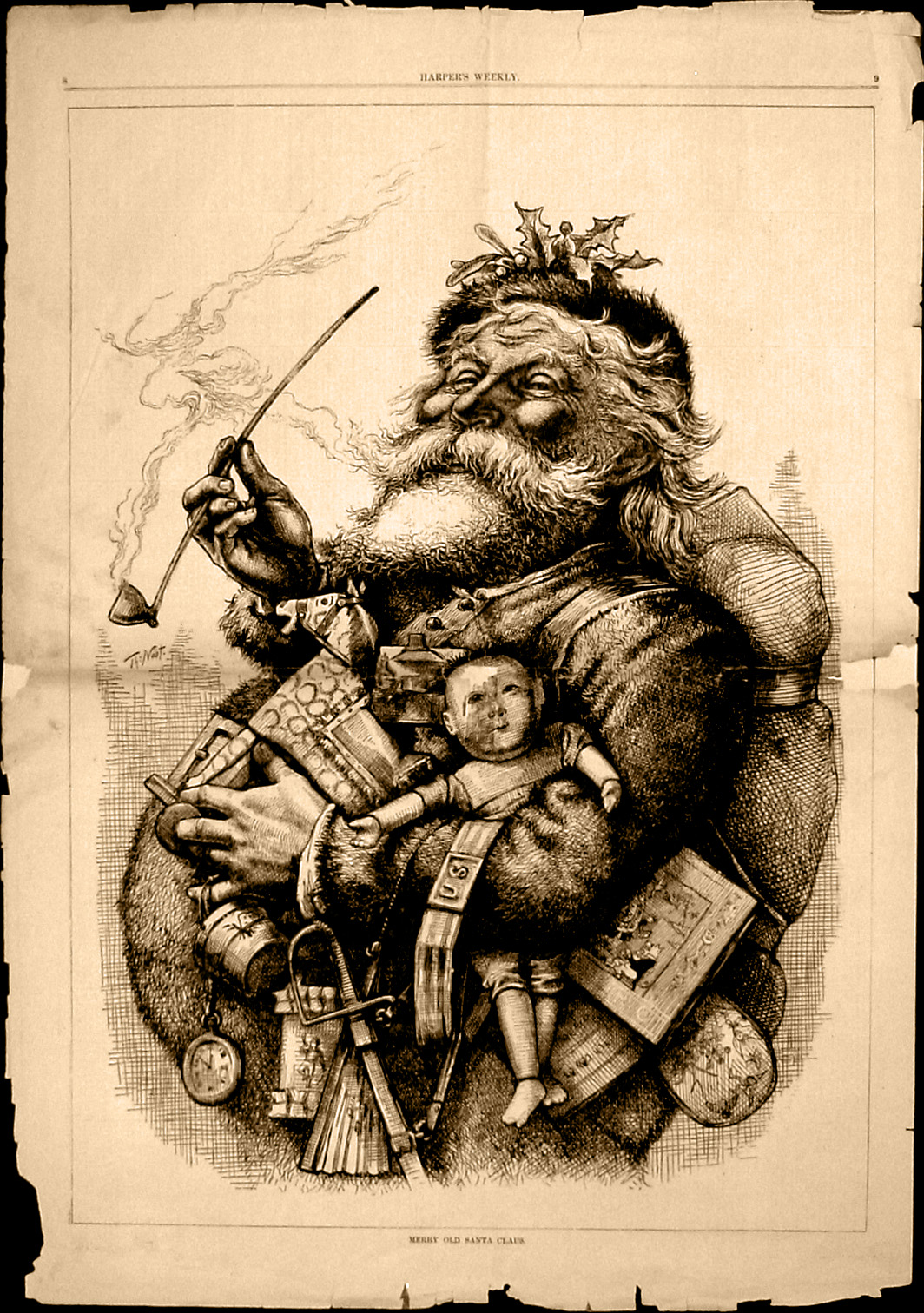
Merry Old Santa Claus, Holzschnitt in Harper’s Weekly – 1. Januar 1881

Bescherung bei den Soldaten, Titelbild in Harper’s Weekly – 3. Januar 1863

1862 befand sich Thomas Nast in einer Zwickmühle mit einer sich schnell nähernden Abgabefrist. Der Herausgeber von Harper’s Weekly, Fletcher Harper, war von Präsident Abraham Lincoln gebeten worden, ein „besonderes Weihnachtsbild“ von Nast für die Titelseite herauszubringen, das die bevorstehenden Festtage mit dem andauernden Kriegsgeschehen verbindet. Nast befand sich jedoch in einer echten Zeichner-Blockade und hatte keinerlei Idee, was er zeichnen wollte/sollte. Er besprach seine missliche Lage mit seiner Schwester Bertha, die Lehrerin in New York und bei ihm zu Besuch war. Gemeinsam erinnerten sie sich an ihre frühe Kindheit in Deutschland und sprachen über den Unterschied zwischen dem deutschen „Belzenickel“ und dem amerikanischen Santa Claus. Bertha erwähnte, wie ihre Schulklasse es liebt, jedes Jahr das Gedicht von Clement Moore „A Visit from Saint Nicholas“ zu behandeln. Nachdem seine Schwester gegangen war, arbeitete Nast fieberhaft die ganze Nacht und am nächsten Morgen konnte er seine Zeichnung in der Zeitung abliefern. Die Weihnachtsausgabe von Harper’s Weekly kam am 3. Januar 1863 zum Verkauf. Die Titelseite zeigte den Weihnachtsmann, der in patriotischen Hosen mit Streifen und Jacke mit Sternen („Stars and Stripes“) gekleidet war und Soldaten in einem Feldlager besucht, während er Weihnachtsgeschenke von seinem Schlitten verteilt. Nasts Santa ist von hektischer Aktivität umgeben. Ein Soldat öffnet seine Weihnachtsschachtel, in der er einen voll gestopften Strumpf findet, während ein Kamerad hinter ihm eine Meerschaumpfeife findet. Im Vordergrund überrascht ein herausspringender „jack-in-the-box“ zwei Trommler-Jungen. Im Hintergrund jagen Soldaten ein Schwein, während ein anderer auf eine Stange klettert, an die eine Geldbörse genagelt ist. Einige spielen „football“, andere bereiten das Weihnachtsessen vor. Das Fort auf dem Hügel begrüßt Santas Besuch mit einem Salut. Vielleicht das interessanteste Detail an dieser Zeichnung ist das besondere Geschenk in Santas Hand. Diese hält einen Hampelmann, der kein anderer ist als Jefferson Davis, Präsident der konföderierten Staaten von Amerika. Die Ähnlichkeit mit Jefferson Davis ist eindeutig. Noch interessanter ist, dass es so scheint, als hätte Davis einen Strick um seinen Hals, so dass Santa so erscheint als würde er Jefferson Davis lynchen.
Innerhalb der gleichen Ausgabe zeigt Nast Santa Claus in einer zweiten Zeichnung, aber dieses Mal in einem eher traditionellen Weihnachtsgefühl. Unter dem Titel „Weihnachtsabend“, das Doppel-Kreis Bild zeigt eine Frau, die am Fuße eines Kinderbetts kniet und betet für die Sicherheit ihres Mannes. Im anderen Kreis ist dieser abgebildet, der allein vor einem Feuer sitzt und mit wehmütigem Blick auf Fotos seiner Familie blickt. In der oberen linken Ecke des Salons wird der Weihnachtsmann gezeigt, wie er einen Kamin hinabsteigt; in der oberen rechten, wie er Geschenke verteilt und in einem von Rentieren gezogenen Schlitten fährt.
Die gleiche Familie befindet sich in der Ausgabe des Harper weekly vom 26. Dezember 1863. In „Weihnachten 1863“ sieht man das Ehepaar glücklich vereint, denn der Mann ist auf Heimaturlaub von der Kriegsfront.
- Thomas Nast’s Original Civil War Christmas Print 1863
- Santa Claus in Camp, Christmas 1862
- Christmas Eve, 1863
- Christmas Eve, 1864
- Santa Claus 1865[5]

- Version 2

Da Nast noch immer die Lesefertigkeiten fehlten, las seine Frau ihm vor, während er seine Zeichnungen und Gravuren herstellte. Einmal las sie ihm das Gedicht von Clement Moore (1779–1863) Twas a Night Before Christmas vor, das seine Phantasie beflügelte. Sein erster Santa Claus erschien in Harper’s Weekly Weihnachten 1862 und hatte noch eine religiöse Erscheinung. Mit den Jahren entwickelte er sich mehr und mehr zu jenem Santa, den wir kennen.
In den folgenden 24 Jahren erstellte Nast 76 Christmas-Holzschnitte, die von ihm signiert und veröffentlicht wurden. Nach Moores Gedicht machte er alles visuell sichtbar: den Schlitten mit den Rentieren, eine Werkstatt, in der Geschenke hergestellt werden sowie Elfen, die die Strümpfe füllten, die am Kamin hingen usw. Von ihm stammt auch die Idee, dass böse Kinder keine Geschenke erhalten sowie Santa einen Brief zu schreiben. Dadurch, dass Nast Santa am Nordpol wohnen ließ, war er international geworden.
In Europa wurde der Tag des Hl. Nikolaus seit Jahrhunderten am 6. Dezember gefeiert. Im späten 19. Jahrhundert, als Nasts Santa Claus landesweit bekannt war, wurde der Weihnachtstag gesetzlich am 25. Dezember in allen Staaten und Territorien der USA eingeführt. Zusätzlich wurden Schulferien während der Weihnachtszeit üblich. Bald folgte der Brauch, Weihnachtskarten zu versenden.
- Version 3:

In Nasts Vorstellungen vom Weihnachtsmann könnten auch der pfälzische Pelznickel, der deutsche Weihnachtsmann und der niederländische Sinterklaas eingeflossen sein, sie nehmen auch neuere US-amerikanische Einflüsse auf („Santa Claus“). Während seines Engagements für die Unionisten im Bürgerkrieg begann er 1863 mit Darstellungen eines in deren rot-weißen Farben gehaltenen Santa Claus, der vom Schlitten herab die tapferen Soldaten beschenkt. Später wurde daraus der Pfeife rauchende gemütliche und fidele Alte. Diese Geschichten malte Nast bis an sein Lebensende, doch erst 1923 wurde nach dieser Vorlage im Zuge einer Werbekampagne des New Yorker Getränkehersteller White Rock Beverages für sein beliebtes Dry Ginger Ale der heute bekannte Weihnachtsmann gezeichnet.

## Thomas-Nast-Preis
Die Thomas-Nast-Stiftung Landau e. V. vergibt in Zusammenarbeit mit der Stadt Landau seit 1978 sporadisch den mit 5.000 Euro dotierten Thomas-Nast-Preis an verdiente deutsche und amerikanische politische Karikaturisten.

## Thomas-Nast-Gastprofessur
Der Fachbereich für Kultur- und Sozialwissenschaften der Universität Koblenz-Landau vergibt am Campus Landau die Thomas-Nast-Gastprofessur an herausragende Wissenschaftler und Künstler aus Deutschland oder aus dem Ausland für einen Zeitraum von ca. 2 bis 6 Wochen.

## Veröffentlichungen
- Nast’s illustrated almanac 1872 – Internet Archive – Harper & Brothers, New York.
- Nast’s illustrated almanac 1873 – Internet Archive – Harper & Brothers, New York.
- Nast’s illustrated almanac 1874 – Internet Archive – Harper & Brothers, New York.
- „Thomas Nast’s Christmas Drawings for the Human Race“ wurden 2014 unter dem Titel „Weihnachten mit Thomas Nast. Christmas Drawings“ in der Edition Tintenfaß, Neckarsteinach, veröffentlicht.